# Amédée-Paul-Georges-Joseph Keime
Amédée-Paul-Georges-Joseph Keime, francoski general, * 8. oktober 1887, Belley, † 28. januar 1958.